# Вилхелм фон Хумболт
Вилхелм фон Хумболт (на немски: Friedrich Wilhelm Christian Carl Ferdinand Freiherr von Humboldt) е германски филолог, философ, лингвист и държавник. Той е по-големият брат на германския естественик Александър фон Хумболт, с когото са сред съоснователите на Берлинския университет (Хумболтов университет).

## Биография
Роден е на 22 юни 1767 г. в Потсдам. Следва право в университетите във Франкфурт на Одер и Гьотинген.
През периода 1802 – 1819 г. изпълнява дипломатически функции в служба на Прусия. От 1802 година той е пълномощен министър в Рим и Ватикана, от 1812 г. – във Виена, от 1813 до 1819 г. е представител на държавата в редица най-важни международни конференции. Напуска дипломатическата си дейност като протест срещу реакционния режим в Прусия.
Той смята, че осъществяването на хуманистичния идеал е възможно в античността, а в новото време се реализира един висш художествен идеал – пробуждане на цялостния духовен свят като единство от способностите на човека („За „Херман и Доротея“ от Гьоте“, 1799 г.).
Лингвистичните идеи на Фон Хумболт влияят развитието на езикознанието като научна дисциплина, психологическата школа (Х. Щайнтал, А. Потебня и др.), немското неохумболтианство и американската етнолингвистика от XX век.
Вилхелм фон Хумболт умира на 8 април 1835 г. в Тегел.